# 小林隼人
小林 隼人（こばやし はやと、1979年8月29日 - ）は、東京都八王子市出身のフットゴルフ選手。

## 来歴
4歳の頃からサッカーをはじめ、八王子FCに2000年から12年間所属。
サッカー選手引退後、2015年に知人の紹介でフットゴルフに出会い、日本代表として数々の国際大会に出場中。
2017年オランダのGolfbaan Spaarnwoudeで行われた、メジャー大会の初戦「キャピタルカップ」に出場し、通算4アンダーで36位タイでフィニッシュ。桑田寛之と共にサッカー元アルゼンチン代表のロベルト・アジャラ氏より上位につけ、世界を震撼させた。

日本フットゴルフ協会主催のジャパンツアーにおいて、国内最多3度の日本年間チャンピオン(2017年、2018年、2019-21シーズン)のタイトルを獲得したほか、国際フットゴルフ連盟主催の第二回アジアカップ(2018年中国開催)を制し、アジアチャンピオンの座に輝く。

自身の競技活動に加え、日本フットゴルフ協会公認普及メンバーとして国内でのフットゴルフ普及に貢献。
フットゴルフ初心者向けの大会である「フィンタカップ」や「ジェイサポカップ」の主催、その他フットゴルフイベントでの講師等を通じて、多くの方がフットゴルフに触れることの出来る活動を実施している。

2022年９月28日に開幕するフットゴルフの国際大会「第１回マスターズ」に２０１９-21シーズンの日本チャンピオンとして招待された。

## 主なタイトル

### アジアカップ
- 2018 第2回アジアカップ2018　優勝

### フットゴルフジャパンツアー
- 2017年　年間王者
- 2018年　年間王者
- 2020年　年間王者 (2019-21変則シーズン)

### 関東フットゴルフツアー
- 2016年　年間ランキング 3位
- 2017年　年間王者
- 2018年　年間王者
- 2019年　年間ランキング 3位
- 2020年　年間ランキング 3位

ほか国内タイトル多数

## 代表歴

### 2016年
- Pacific Trophy 日米対抗戦 (アメリカ)

### 2017年
- US pro-AM (アメリカ)

### 2018年
- 第2回アジアカップ（中国）
- 第3回ワールドカップ（モロッコ）

### 2019年
- 第3回アジアカップ（オーストラリア）

### 2022年
- パシフィックトロフィー2022日米対抗戦 (アメリカ)[7]

### 2023年
- 第4回ワールドカップ（アメリカ）

## 主な戦績

### 2015年ジャパンツアー
- 第29回　ジャパンオープン　3位

### 2016年

#### 関東フットゴルフリーグ
- 関東フットゴルフリーグ2016　第4節　優勝
- 関東フットゴルフリーグ2016　第6節　準優勝

### 2017年

#### ジャパンツアー
- 第28回 ジャパンオープン　3位
- 第29回 ジャパンオープン　準優勝
- 第32回 ジャパンオープン　準優勝
- ジャパンオープンファイナル2017 (年間王者決定戦)　優勝

#### 関東フットゴルフツアー
- 関東フットゴルフリーグ2017　第2節　準優勝
- 関東フットゴルフリーグ2017　第3節　3位
- 関東フットゴルフリーグ2017　第5節　優勝
- 関東フットゴルフリーグ2017　第6節　優勝
- 関東フットゴルフリーグ2017　第8節　準優勝
- 関東フットゴルフリーグ2017　第9節　準優勝
- 関東フットゴルフツアーチャンピオンシップ2017　準優勝

### 2018年

#### 日本代表
- 第3回 FIFGワールドカップ(モロッコ)　117位
- 第2回 アジアカップ(中国)　優勝

#### ジャパンツアー(ワールドツアー含む)
- 第36回 ジャパンオープン　優勝
- ジャパンオープンファイナル2018(年間王者決定戦)　優勝

#### 関東フットゴルフツアー
- SHIELDS FOOTGOLF OPEN 2018　3位
- CAPAZ FOOTGOLF CUP 2018　3位
- ONE8TY FOOTGOLF CUP 2018　優勝
- ホンダカーズ中之条フットゴルフカップ 2018　準優勝
- マロンカップ2018　3位
- レンブラントフットゴルフオープン2018　準優勝
- 関東フットゴルフツアーチャンピオンシップ2018　優勝

### 2019年

#### 日本代表
- 第3回アジアカップ(オーストラリア)　6位

#### ジャパンツアー(ワールドツアー含む)
- 栃木オープン　準優勝
- 山口周南オープン　準優勝
- 第7回SHIELDS OPEN　準優勝
- CHINA OPEN2019(中国)　準優勝
- ジャパンオープンファイナル2019(年間王者決定戦)　4位

#### 関東フットゴルフツアー
- ONE8TY FOOTGOLF CUP 2019　3位
- ホンダカーズ中之条フットゴルフカップ 2019　準優勝
- マロンカップ 2019　準優勝

### 2020年

#### ジャパンツアー
- 栃木オープン at TBC　3位
- 栃木小山チャンピオンシップ　優勝
- 軽井沢チャンピオンシップ　3位
- 第14回 SHIELDS OPEN　優勝
- さくらオープン in 700　準優勝

#### 関東フットゴルフツアー
- CAPAZ FOOTGOLF CUP 2020　3位
- マロンカップ 2020　準優勝
- REMBRANDT TGOLF OPEN 2020　準優勝

### 2021年

#### ジャパンツアー
- セブンハンドレッドカップ　準優勝
- 第20回 SHIELDS OPEN　準優勝
- 群馬オープン2021　3位
- 第22回 SHIELDS OPEN　優勝
- 北海道オープン2021　準優勝
- 第24回 SHIELDS OPEN　準優勝
- 筑波オープン　3位
- さくらチャンピオンシップ 優勝[8]
- 第27回 SHIELDS OPEN 3位[9]

#### 関東フットゴルフツアー
- ONE8TY FOOTGOLF CUP 2021　優勝
- CAPAZ FOOTGOLF CUP 2021　準優勝
- マロンカップ2021　準優勝[10]

### 2022年

#### ジャパンツアー
- 第29回 SHIELDS OPEN 優勝 [11]
- 第34回 SHIELDS OPEN 2位T[12]

#### 関東フットゴルフツアー
- ONE8TY CUP 2022 3位T
- SHIELDS FootGolf Tournament 2022 3位
- KANTO FOOTGOLF TOUR 2022 CHAMPIONSHIP 準優勝